# Faculté des sciences agronomiques
La faculté des sciences agronomiques (FSA) est une institution de formation et de recherche située au sein de l'Université d'Abomey-Calavi.

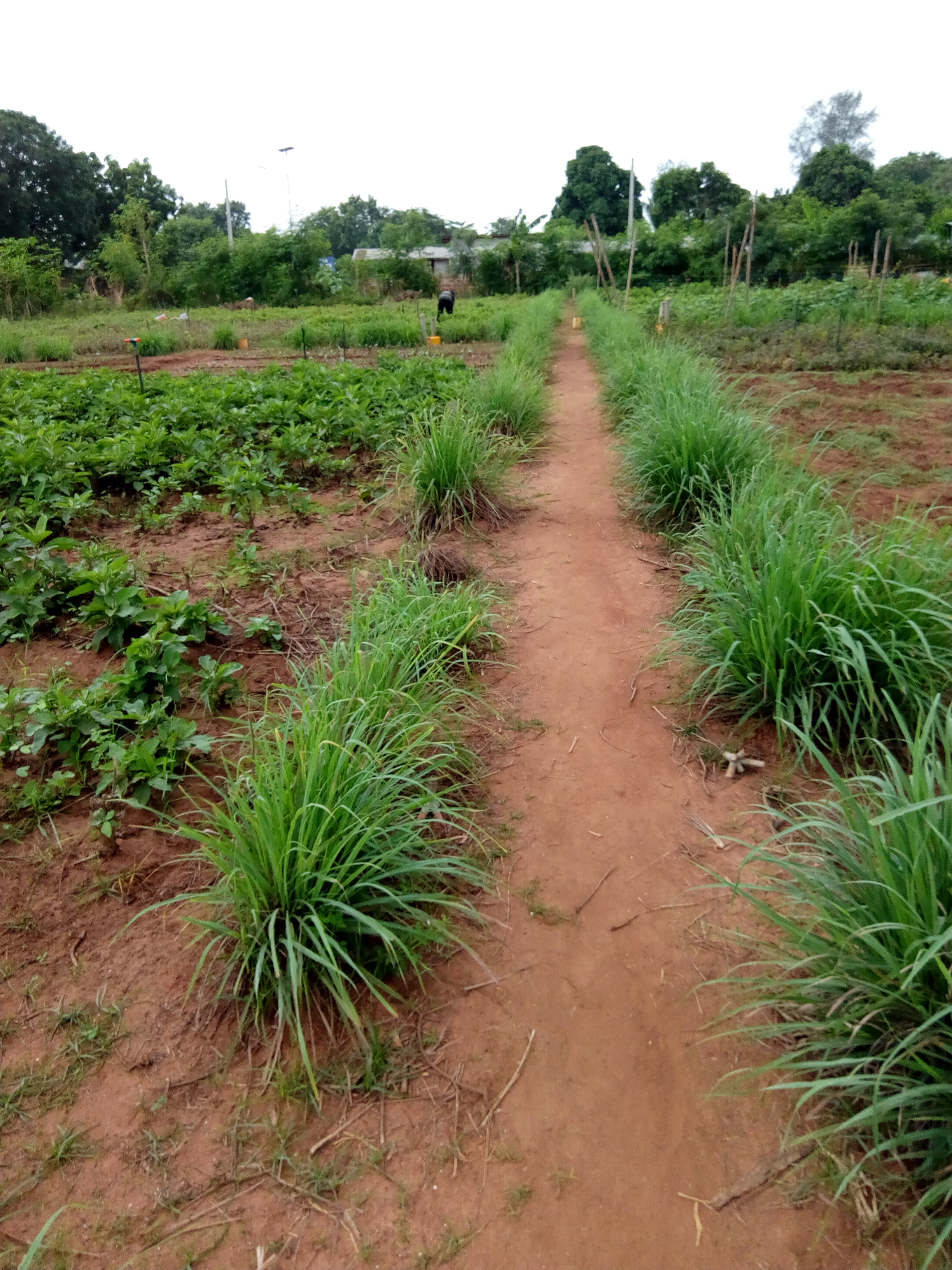
Les citronnelles de la ferme FSA de l'UAC.

## Histoire
Créée en 1970, la FSA est une entité de l'université d'Abomey-Calavi qui s'est fixé comme mission de former les jeunes apprenants dans les domaines de l'agronomie et des sciences et techniques afin de fournir aux entreprises locales une main qualifiée dans le domaine des sciences agricoles,,,,,.

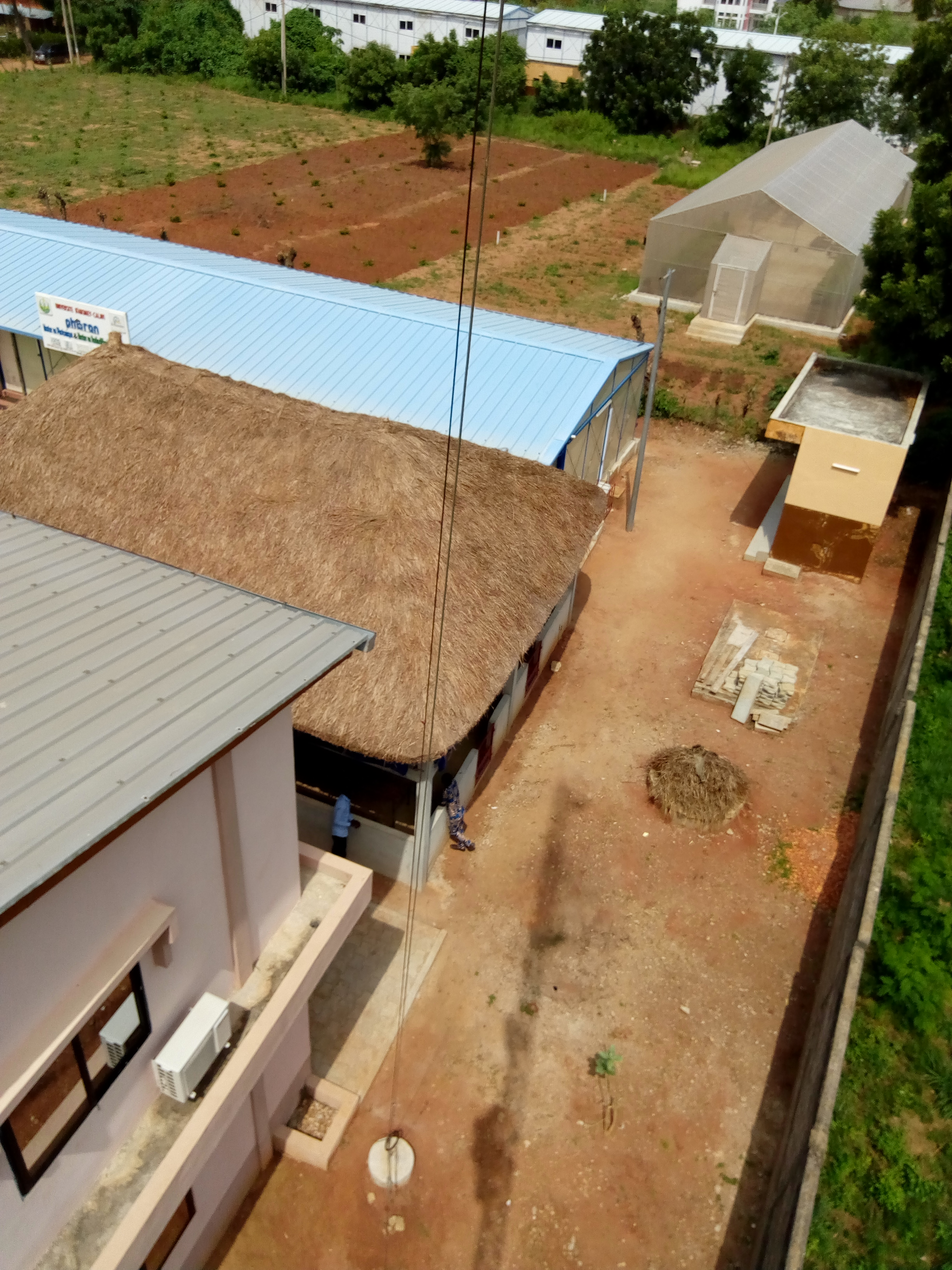
Vue du haut PHORAN à la FSA.

## Galerie

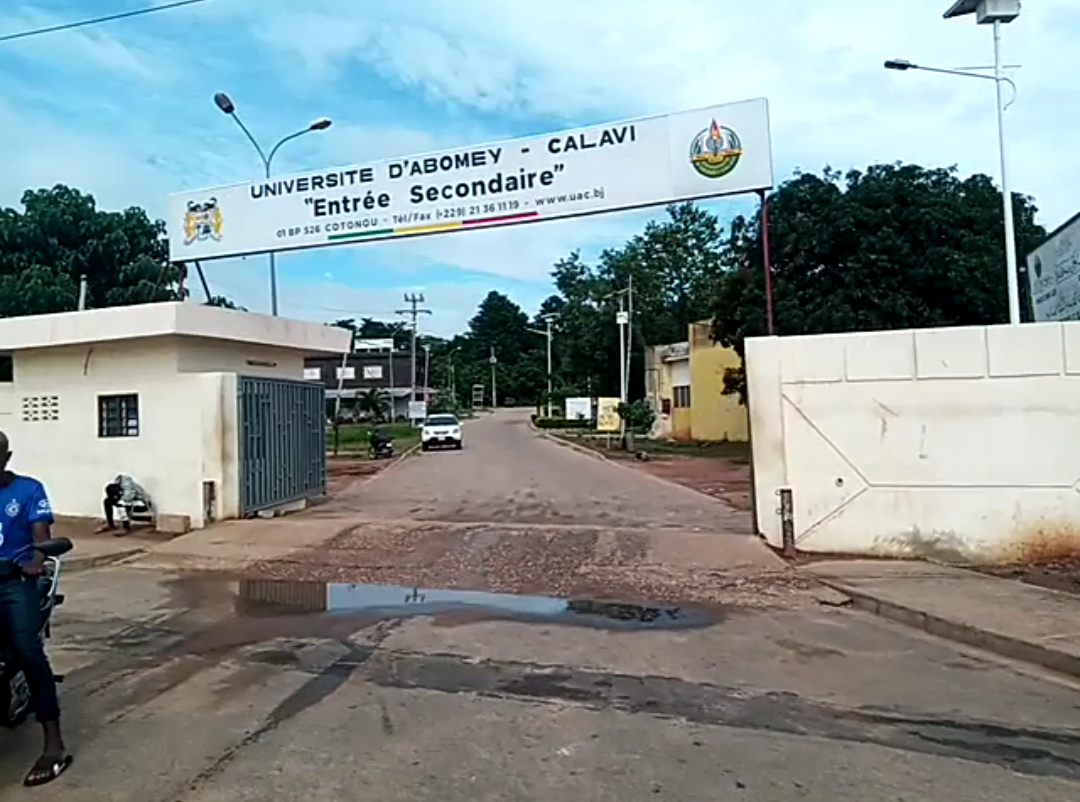
Portail secondaire université d'Abomey Calavi
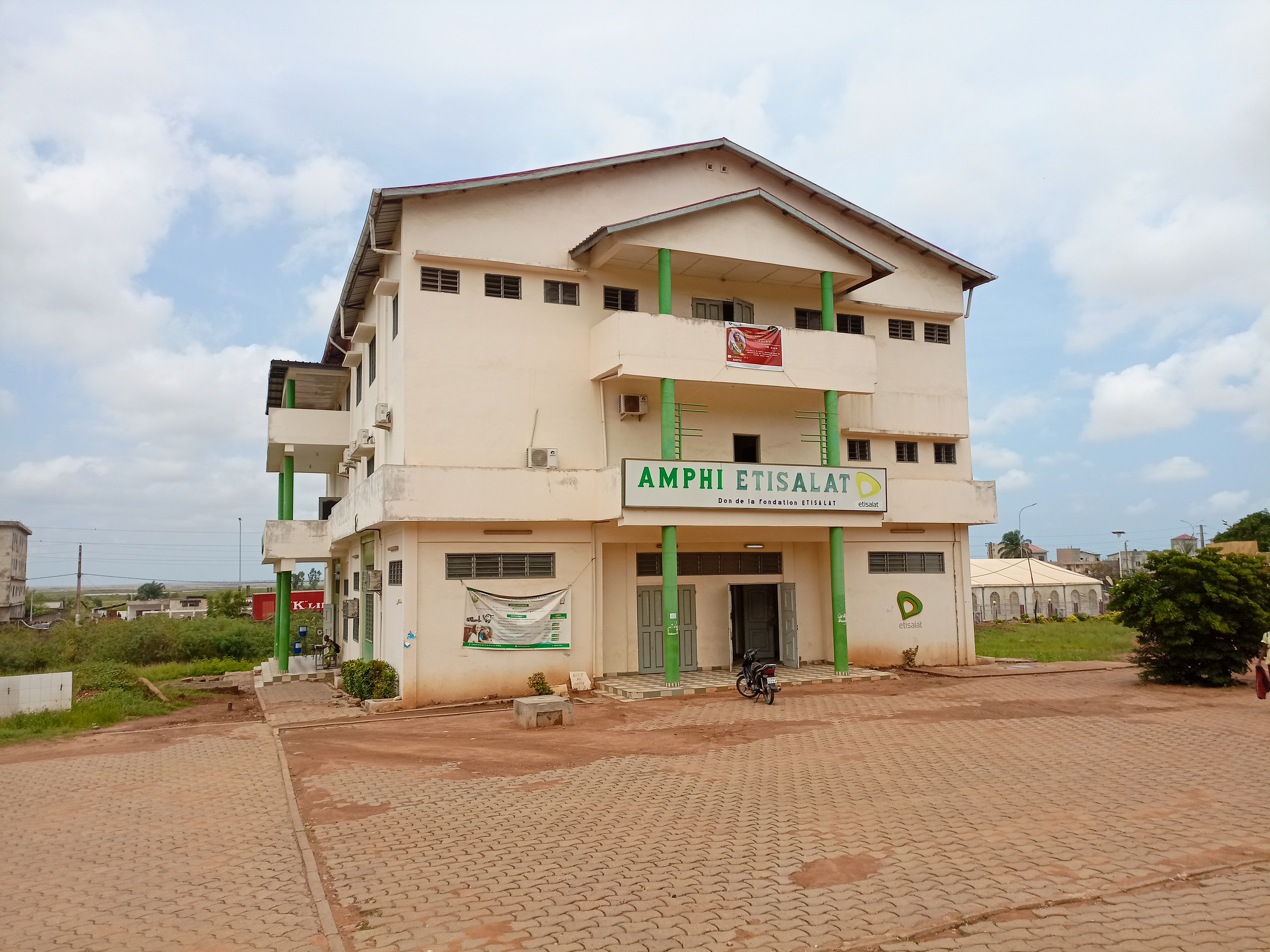
Amphithéâtre Etisalat de l'université d'Abomey calavi
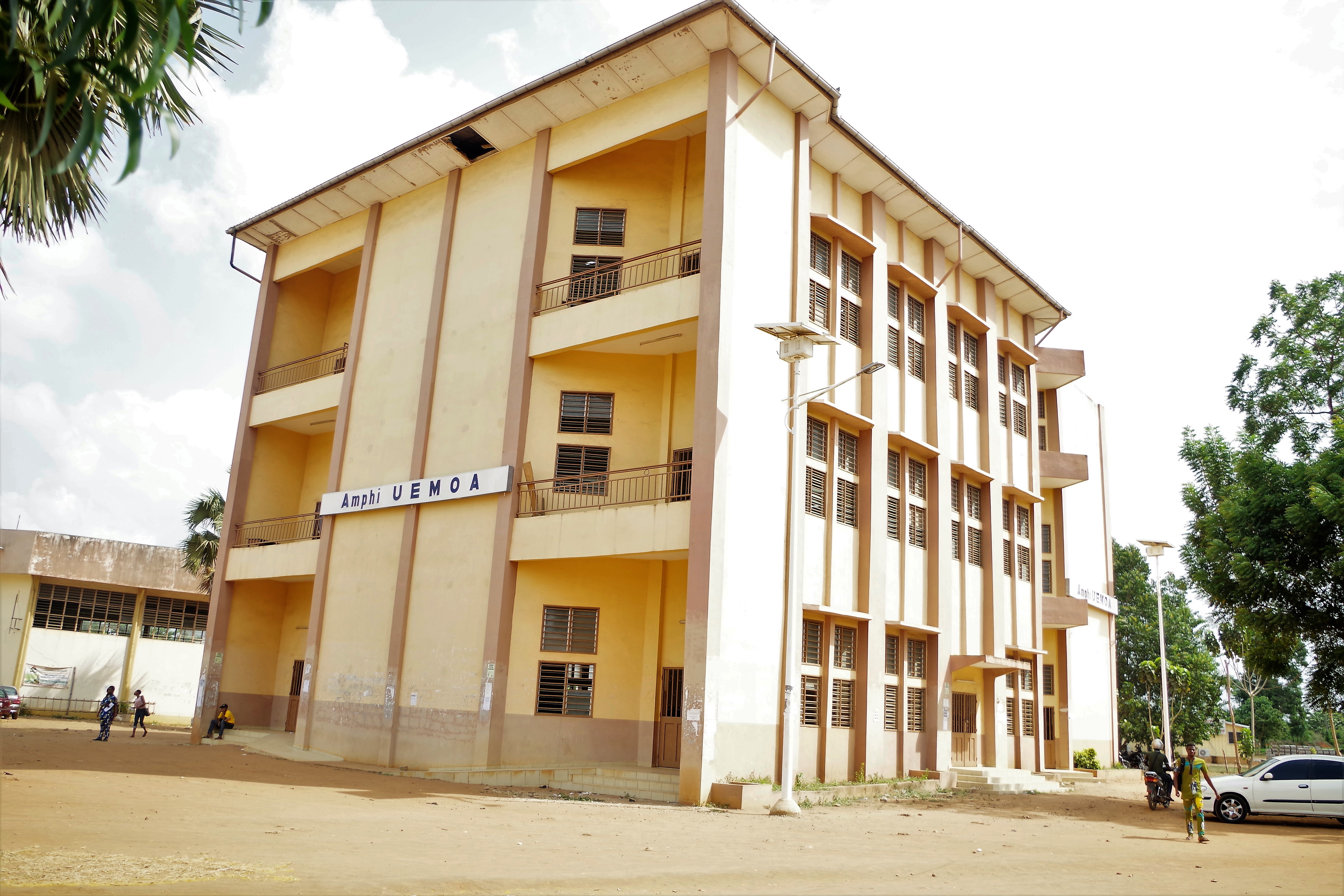
Amphi UEMOA sur la campus de l'Université d'Abomey-Calavi (UAC)-Bénin